# Henri Martin (dompteur)

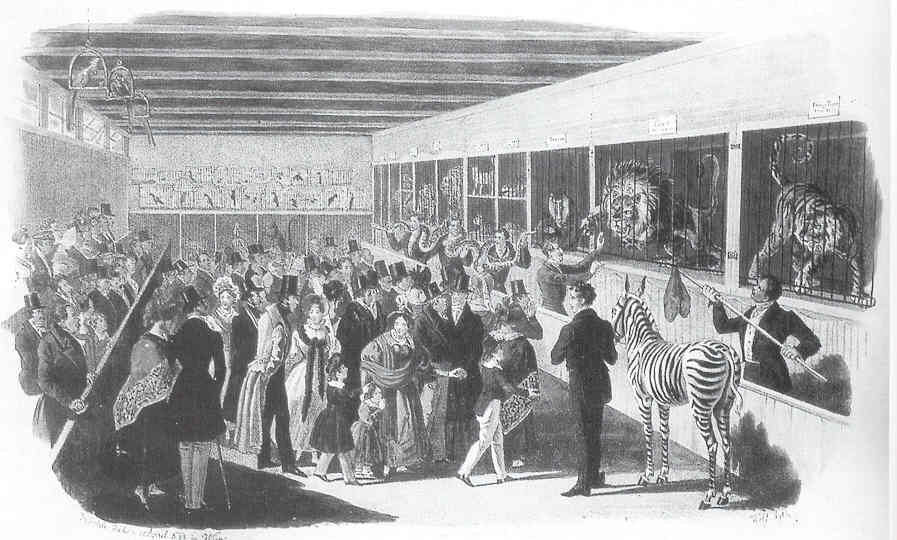
De Menagerie Van Aken, Martin staat rechts, bij de leeuw (1833)

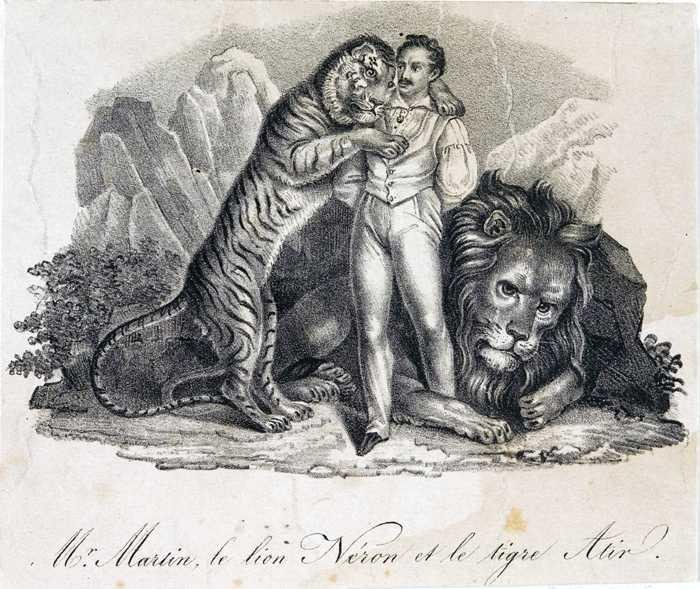
V.l.n.r.: Atyr (tijger), Martin (mens), Nero (leeuw)

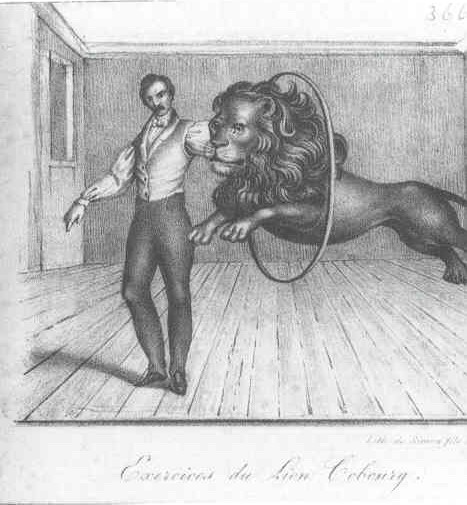
Martin met leeuw Coburg

Henri Martin (Marseille, 10 januari 1793 – Rotterdam, 8 april 1882) was een in heel Europa bekende dompteur.

## Leven
In het Circus Guillaume in Livorno leerde Martin de voltige.
Hij werkte vanaf 1817 als kunstpaardrijder in het Cirque Blondin. In 1819 startte hij een eigen groep van kunstpaardrijders. Op 24 december van datzelfde jaar ging hij voor het eerst in de kooi van een 'wild' dier: in het kader van de reizende menagerie (voorloper van de dierentuin) van de Nederlandse familie Van Aken trad hij in Neurenberg op met de tijger Atyr. Hij trouwde korte tijd later met Cornelia van Aken.
Na de beëindiging van zijn circusloopbaan ging hij in 1837 in Rotterdam wonen.
Daar was hij betrokken bij de oprichting van de Rotterdamsche Diergaarde, waarvan hij in 1857 de eerste directeur werd.